# Валковская городская община
Валковская городская общи́на (укр. Валківська міська громада) — территориальная община в Богодуховском районе Харьковской области Украины.
Административный центр — город Валки.
Население составляет 30435 человека. Площадь — 1018,2 км².

## Населённые пункты
В состав общины входят 1 город (Валки), 2 пгт (Ковяги и Старый Мерчик) и 99 сёл:
- Бараново
- Благодатное
- Бугаевка
- Буровка
- Буряковое
- Буцковка
- Великая Губщина
- Великая Кадыгробовка
- Высокополье
- Вишнёвое
- Войтенки
- Газовое
- Привокзальное
- Ольховское
- Водопой
- Водяная Балка
- Гвоздево
- Гонтов Яр
- Гребенники
- Гринцов Рог
- Гузовка
- Данильчин Кут
- Доброполье
- Должик
- Дорофеевка
- Журавли
- Завгороднее
- Зайцевка
- Замиськое
- Золочевское
- Золочевское
- Кантакузовка
- Катричовка
- Кобзарёвка
- Коверовка
- Козаченковка
- Колодковка
- Корниенково
- Корсуновка
- Корсуново
- Косенково
- Костев
- Круглик
- Крутая Балка
- Кузьмовка
- Ландышево
- Лисконоги
- Литвиновка
- Майдан
- Малая Кадыгробовка
- Манилы
- Мельниково
- Минковка
- Михайловка
- Мизяки
- Мирошники
- Мичуринское
- Мозолевка
- Нестеренки
- Новый Мерчик
- Новосёловка
- Огульцы
- Александровка
- Очеретово
- Пасечное
- Перекоп
- Перепелицевка
- Петренково
- Пески
- Редкодуб
- Риздвяное
- Роговка
- Рассоховка
- Рудой Байрак
- Свинари
- Семковка
- Серпневое
- Сидоренково
- Скельки
- Снежков
- Сосновка
- Старые Валки
- Сухая Балка
- Тетющино
- Трофимовка
- Тугаевка
- Тупицевка
- Халимоновка
- Хворостово
- Черёмушная
- Шаровка
- Шевченково
- Шелудьково
- Шейки
- Шлях
- Щербиновка
- Яблоновка
- Ясеневое
- Яхременки